# Regras de ordem

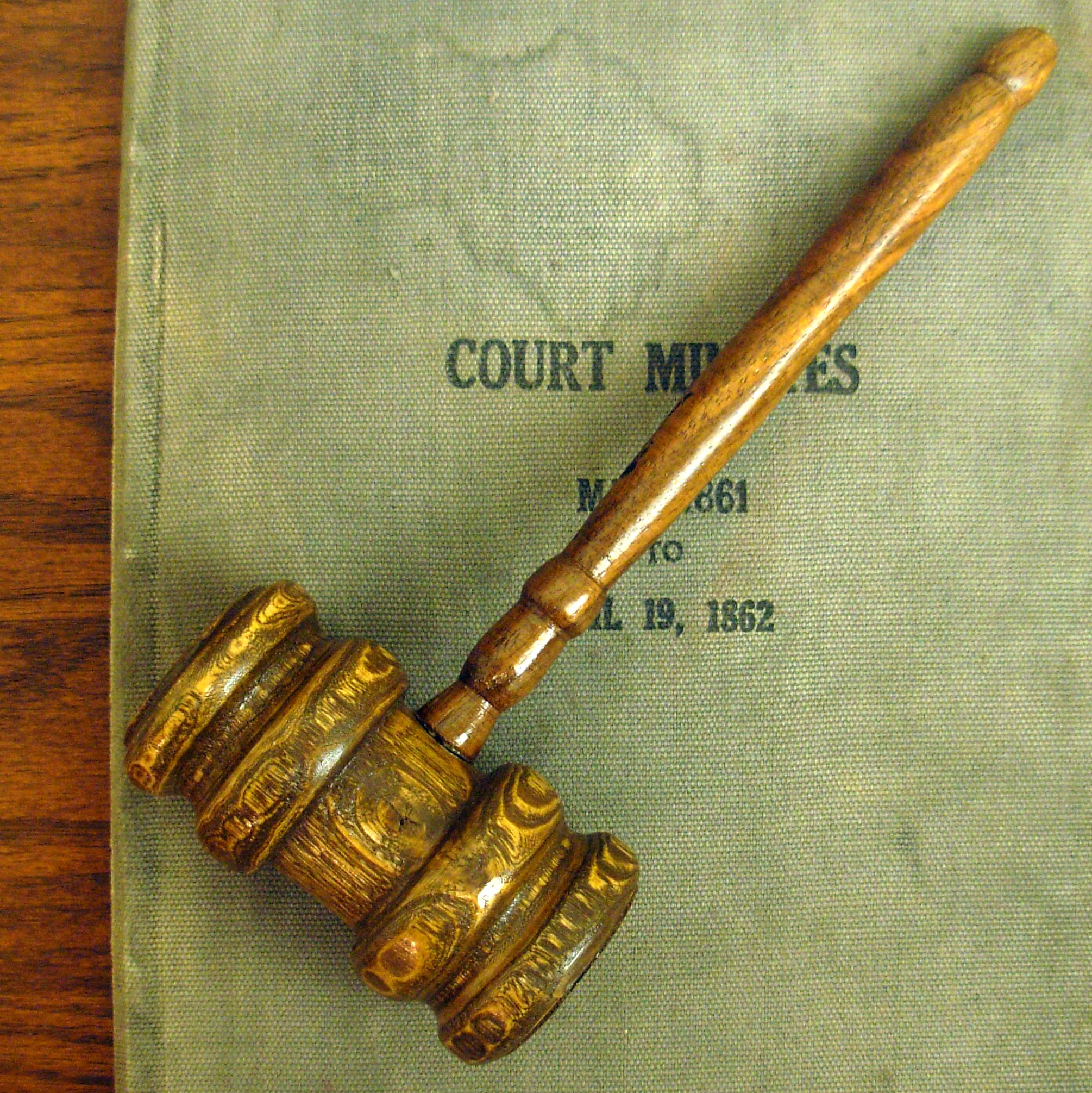
Antigo martelo de juiz e atas judiciais em exibição no Centro Judiciário de Minnesota

Regras de ordem, também conhecidas como regras permanentes ou regras de procedimento,[carece de fontes?] são regras adotadas em clubes, organizações, corpos legislativos ou outras assembleias deliberativas, que estipulam os processos usados por um órgão para se chegar a uma decisão. Alguns órgãos confiam mais em precedentes e no julgamento do presidente, enquanto outros em regras escritas.
As regras de ordem são geralmente criadas pelo próprio grupo de pessoas em questão, mas também pode ser adotada uma fonte externa, considerada autoridade no assunto, por meio de referência explicita a essa adoção. Tipicamente, assembleias legislativas nacionais e estaduais, e outras assembleias exclusivamente legislativas, possuem suas próprias regras de ordem compreensivas escritas internamente, geralmente conhecidas como regimento interno, enquanto que sociedades não legislativas escrevem e adotam um conjunto limitado de regras específicas na medida em que a necessidade surgir.

## Variantes das Regras de Ordem
No mundo de língua inglesa, a Câmara dos Comuns Britânica é a fonte original da maioria das regras de ordem. Estas regras têm evoluído em dois conjuntos separados: o procedimento parlamentar norte-americano, que é geralmente seguido nos Estados Unidos e no Canadá, e o procedimento parlamentar Westminster, seguindo no Reino Unido, Austrália, Nova Zelândia, Índia, África do Sul e muitos dos países anteriormente da Comunidade Britânica.
Nos Estados Unidos, a maioria das legislaturas estaduais seguem o Manual de Mason de Procedimento Legislativo (em inglês:"Mason's Manual of Legislative Procedure"). O Senado dos Estados Unidos segue as Regras Permanentes do Senado dos Estados Unidos. A Câmara dos Representantes tem o seu próprio manual de regras, chamada Manual de Jefferson e Regras da Casa dos Representantes (em inglês, "Jefferson's Manual and Rules of the House of Representatives"). Organizações dedicadas à promoção do uso geral de procedimento parlamentar incluem a Associação Nacional de Consultores Parlamentares (em inglês, National Association of Parliamentarians) e o Instituto Americano de Consultores Parlamentares (em inglês, American Institute of Parliamentarians).
No Reino Unido, o tratado de Thomas Erskine May "Um tratado prático da lei, privilégios, procedimentos e usos do parlamento" (em inglês "A Practical Treatise on the Law, Privileges, Proceedings and Usage of Parliament"), conhecido comumente por "Erskine May", é a referência usada para questões sobre os poderes e procedimentos do parlamento Westminster.
Em Quebec, regras de ordem comumente usadas em sociedades ordinárias incluem a obra de Victor Morin "Procedimentos das assembléias deliberativas" (em francês, Procédures des assemblées délibérantes) comumente conhecido como "Code Morin" e como "Code CSN" ou "Confédération des syndicats nationaux".
Em outros países as regras de ordem seguidas geralmente são muito diferentes.
No mundo luso-brasileiro está disponível a tradução da obra "Regras de Ordem de Robert Atualizadas" (em inglês, "Robert's Rules of Order Revised") edição de 1915, no domínio público desde 1944. Também estão disponíveis as traduções da obra introdutória "Prática Parlamentar: Uma introdução à lei parlamentar" (em inglês, "Parliamentary Practice: An Introduction to Parliamentary Law") e da obra definitiva do autor: "Lei parlamentar" (em inglês, "Parliamentary Law"), contendo todas as explicações que não seriam apropriadas para inclusão no manual de bolso das "Regras de Ordem".

## Autoridades Parlamentares Comuns
- Austrália
  - Prática da Casa dos Representantes Australiana
- Canadá
  - Regras de Ordem de Bourinot (em inglês, "Bourinot's Rules of Order") (ISBN 077108336X) por Senhor John George Bourinot (o fundamento das regras de ordem do parlamento Canadense)
  - Procédure des assemblées délibérantes por Victor Morin (Code Morin)
- Reino Unido
  - Um tratado prático da lei, privilégios, procedimentos e usos do parlamento (em inglês "A Practical Treatise on the Law, Privileges, Proceedings and Usage of Parliament") por Thomas Erskine May
- Estados Unidos
  - Manual de Jefferson de prática parlamentar (em inglês, "Jefferson's Manual of Parliamentary Practice") por Thomas Jefferson
  - Manual de Mason para assembléias legislativas (em inglês, "Mason's Manual of Legislative Procedure") 2000, pela Conferência nacional de legislaturas estaduais, ISBN 1580241166, edições anteriores por Paul Mason
  - Regras de Ordem de Robert (em inglês, "Robert's Rules of Order"), ISBN 0515017019, por Henry M. Robert
  - Regras de Ordem de Robert Recentemente Atualizadas (em inglês, "Robert's Rules of Order Newly Revised"), 11a edição, 2011, ISBN 978-0-306-82021-2, por Sarah Corbin Robert, Henry M. Robert III, William J. Evans, Daniel H. Honemann e Thomas J. Balch.
  - O código padrão de procedimento parlamentar (em inglês, "The Standard Code of Parliamentary Procedure"), 4a edição, 2000, pelo Instituto Americano de Consultores Parlamentares (em inglês, "American Institute of Parliamentarians"), edições anteriores por Alice F. Sturgis
  - Guia conciso de Canon de regras de ordem (em inglês, "Cannon's Concise Guide to Rules of Order") por Hugh Cannon
  - Manual Demeter de lei parlamentar e procedimento (em inglês, "Demeter's Manual of Parliamentary Law and Procedure"), 1969, por George Demeter
  - Novo Mundo de Webster: Regras de ordem de Robert simplificadas e aplicadas pela Robert McConnell Produções